# Stefan Rottermund

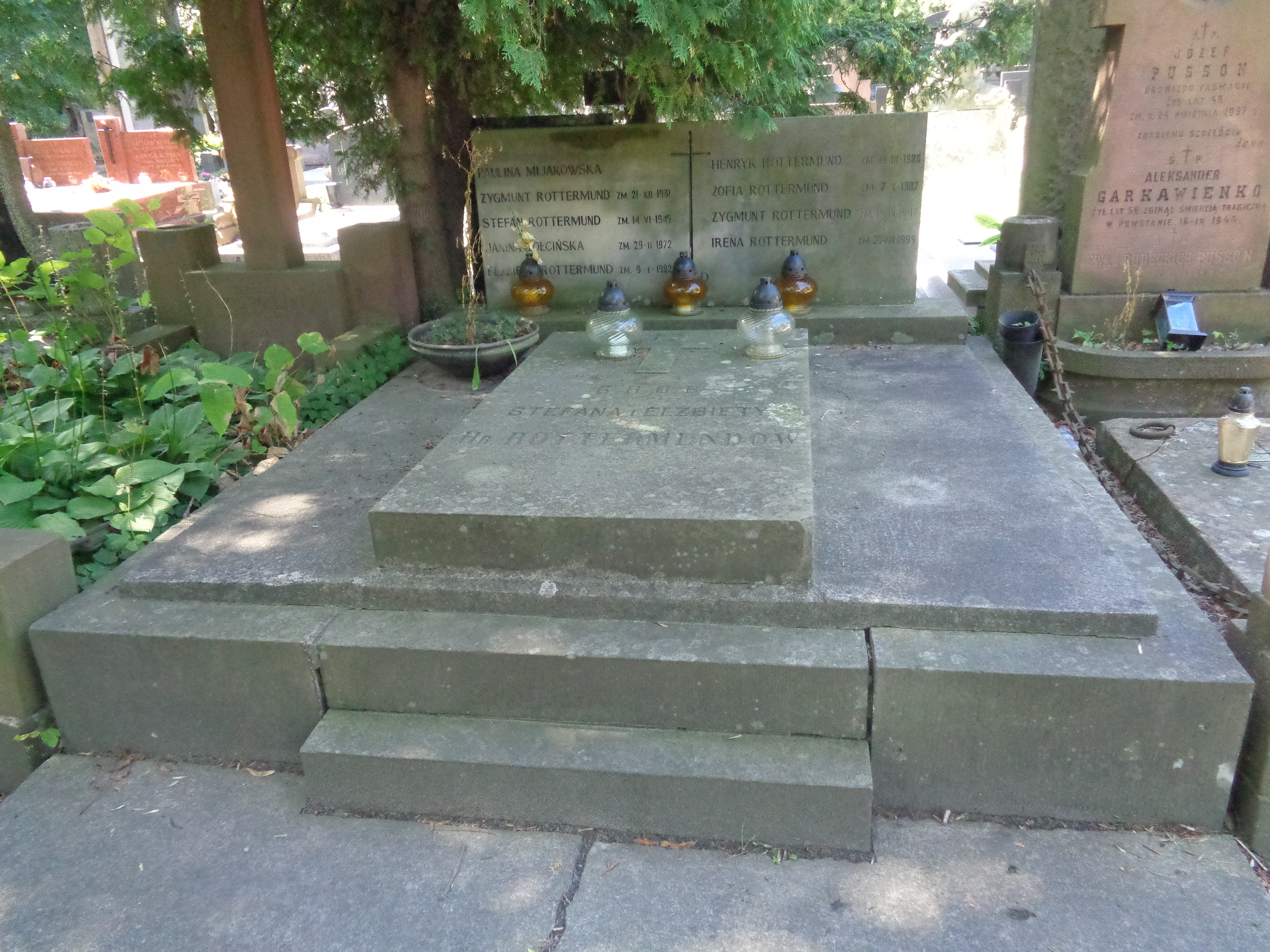
Grób Stefana Rottermunda na cmentarzu Powązkowskim

Stefan Wacław Rottermund (ur. 22 listopada 1878 w Warszawie, zm. 18 maja 1945 w Krakowie) – polski lekarz chirurg i ginekolog, działacz społeczny i oświatowy, poseł na Sejm Ustawodawczy, wiceprezydent Warszawy (1923-1927).

## Życiorys
W 1904 otrzymał dyplom lekarski na Uniwersytecie Warszawskim, zaś w 1921 – dyplom doktora na Uniwersytecie Jagiellońskim. Dokształcał się w Genui, Berlinie i Paryżu (m.in. w École des Sciences Politiques). Był kilkakrotnie aresztowany przez władze rosyjskie, po raz ostatni w 1905. Pracował m.in. w Szpitalu Ewangelickim w Warszawie, Szpitalu św. Rocha w Warszawie i Szpitalu Dzieciątka Jezus. Przed I wojną światową pełnił funkcje wiceprezesa Stowarzyszenia Lokatorów m. Warszawy, sekretarza generalnego Towarzystwa Wpisów Szkolnych, należał także do władz Polskiej Macierzy Szkolnej, Stowarzyszenia Lekarzy Polskich w Warszawie i Tajnego Stowarzyszenia Nauczycielstwa Szkół Początkowych. W 1914 objął funkcję zastępcy przewodniczącego sekcji kół szkolnych Wydziału Oświecenia Komitetu Obywatelskiego. Od 1917 pełnił funkcję ławnika miasta Warszawy, od stycznia 1919 – radnego. Był sekretarzem klubu poselskiego Związku Sejmowego Ludowo-Narodowego. Przewodniczył Komisji Zdrowia Publicznego, zasiadał też w Komisji Skarbowo-Budżetowej i Komisji Oświatowej. W 1920 był członkiem Rady Obrony Stolicy. Od stycznia 1923 do 1927 jako wiceprezydent Warszawy zajmował się sprawami zdrowia publicznego, opieki społecznej i komunikacji. W latach 1927–1939 pełnił funkcję przewodniczącego Ligi Opieki nad Młodzieżą Szkolną. Odsunął się od działalności politycznej po powstaniu Obozu Narodowo-Radykalnego. Po upadku powstania warszawskiego uciekł z transportu do obozu przejściowego w Pruszkowie i ukrywał się w Krakowie. 
W 1922 otrzymał tytuł honorowego obywatela Zakopanego w uznaniu działań przy tworzeniu ustawy uzdrowiskowej. 2 maja 1923 został odznaczony Krzyżem Oficerskim Orderu Odrodzenia Polski „za zasługi, położone dla Rzeczypospolitej Polskiej na polu pracy obywatelskiej”.
Spoczywa na cmentarzu Powązkowskim w Warszawie (kwatera 117-1-13/14).

## Ważniejsze publikacje
- Pogadanki z higieny w szkole ludowej (Warszawa 1905)
- Anatomia i fizjologia człowieka (Warszawa 1907)
- Gimnastyka metodyczna (Warszawa 1916)
- Zadania państwa polskiego w sprawie wychowania fizycznego (Warszawa 1917)
- Opieka społeczna na terenie szkoły i jej wyjątkowe potrzeby wywołane wojną (Warszawa 1919)
- Ministerstwo Zdrowia Publicznego w Polsce. Uwagi do organizacji, programu, działalności oraz budżetu na r. 1922 (Warszawa 1922)